# Jean-Claude Hans
Jean-Claude Hans (Wanze, 10 juli 1950 - Hoei, 6 januari 2017) was een Belgisch lid van het Waals Parlement.

## Levensloop
Hans werd beroepshalve postbediende. In de jaren '80 trad hij toe tot Ecolo en was voor deze partij jarenlang regionaal secretaris in het arrondissement Hoei-Borgworm.
Vanaf het einde van de jaren '80 nam Jean-Claude Hans regelmatig deel aan verkiezingen in Hoei-Borgworm. Vanaf die periode zou de populariteit van het ecologische ideeëngoed gestaag groeien in het arrondissement en bij de Waalse verkiezingen van 1999 werd Jean-Michel Javaux voor de kieskring verkozen. Hans was eerste opvolger en werd in september 2003 geroepen om Javaux, die was benoemd tot secretaris-generaal van Ecolo, op te volgen in het Waals Parlement en het Parlement van de Franse Gemeenschap. Hij zetelde er gedurende negen maanden en stelde zich niet meer herkiesbaar bij de verkiezingen van juni 2004.
Van 2006 tot 2012 was hij nog OCMW-raadslid van Wanze, waar hij de groep Alliance (samengesteld uit onafhankelijken, cdH-leden en Ecolo-leden) vertegenwoordigde.